# Buding
Buding (Duits: Büdingen bei Diedenhofen ) is een gemeente in het Franse departement Moselle (regio Grand Est) en telt 472 inwoners (1999). De gemeente maakt deel uit van het arrondissement Thionville.

## Geografie
De oppervlakte van Buding bedraagt 6,4 km², de bevolkingsdichtheid is 73,7 inwoners per km².
De onderstaande kaart toont de ligging van Buding met de belangrijkste infrastructuur en aangrenzende gemeenten.

## Demografie
Onderstaande figuur toont het verloop van het inwonertal (bron: INSEE-tellingen).